# وزارة صناعة بناء السفن
وزارة بناء السفن (بالروسية: Министерство судостроительной промышленности CCCP) كانت واحدة من الهيئات الحكومية الرئيسة في الاتحاد السوفيتي، أشرفت على إنتاج السفن.
في 11 يناير 1939 قسمت مفوضية الشعب للصناعات الدفاعية إلى عدة أقسام، أصبح أحدها في النهاية مفوضية الشعب لصناعة بناء السفن (بالروسية: Народный комиссариат судостроительной промышленности CCCP). أشرفت هذه الهيئة الحكومية على 41 حوض سفن ومصنعًا، و10 مكاتب تصميم. في 1939 كان بها 173,284 موظفًا.
أعيد تسمية المفوضية إلى وزارة صناعة بناء السفن في الاتحاد السوفيتي، وتختصر منسودبروم.

## قائمة الوزراء
المصدر:
- إيفان تريفوسيان (11.1.1939 - 17.4.1940)
- إيفان نوسينكو (17.4.1940 - 15.3.1946)
- أليكسي جورجلياد (19.3.1946 - 10.1.1950)
- فياتشيلاف مالشف (10.1.1950 - 15.3.1953)